# Lódarázs

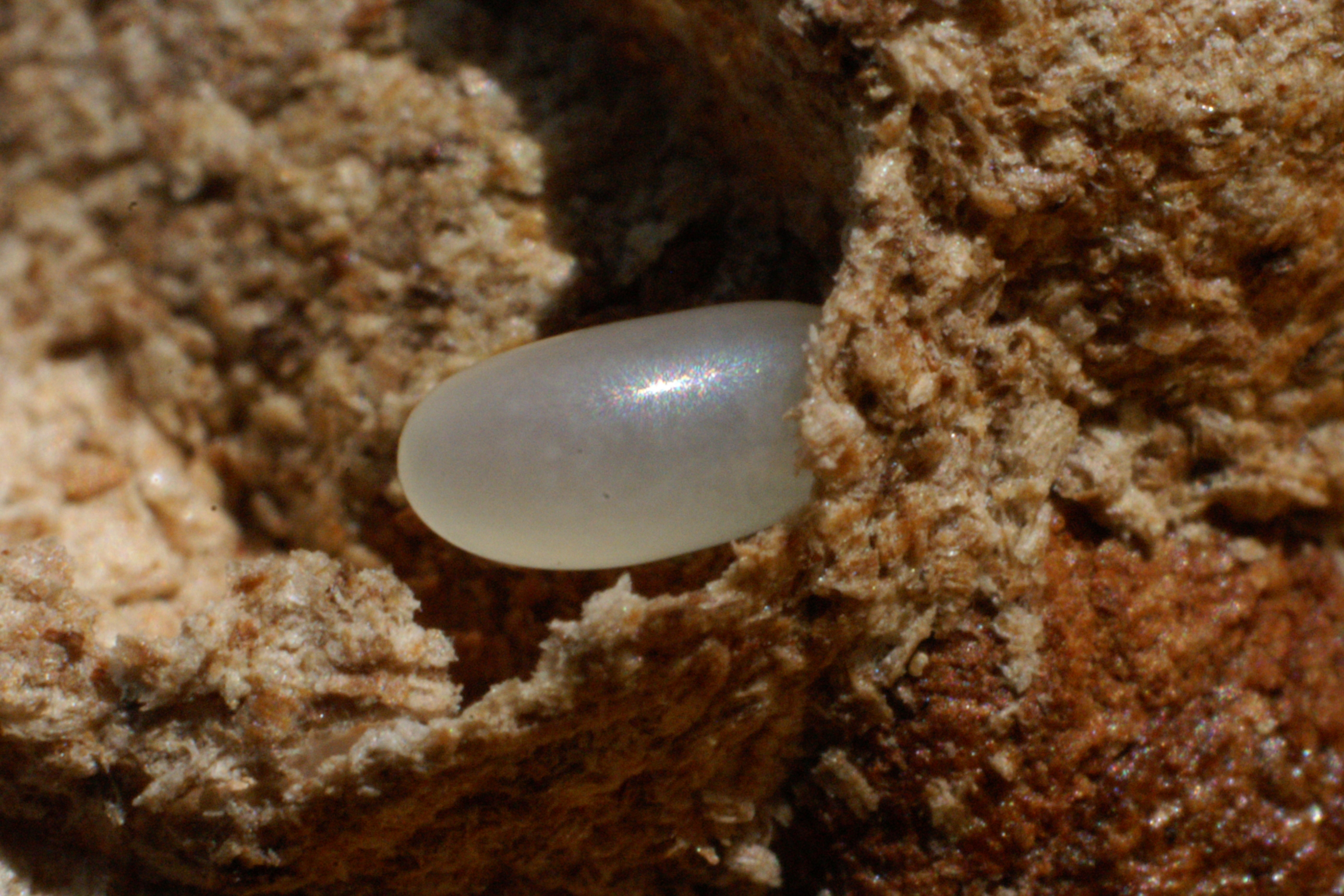
Lódarázspete

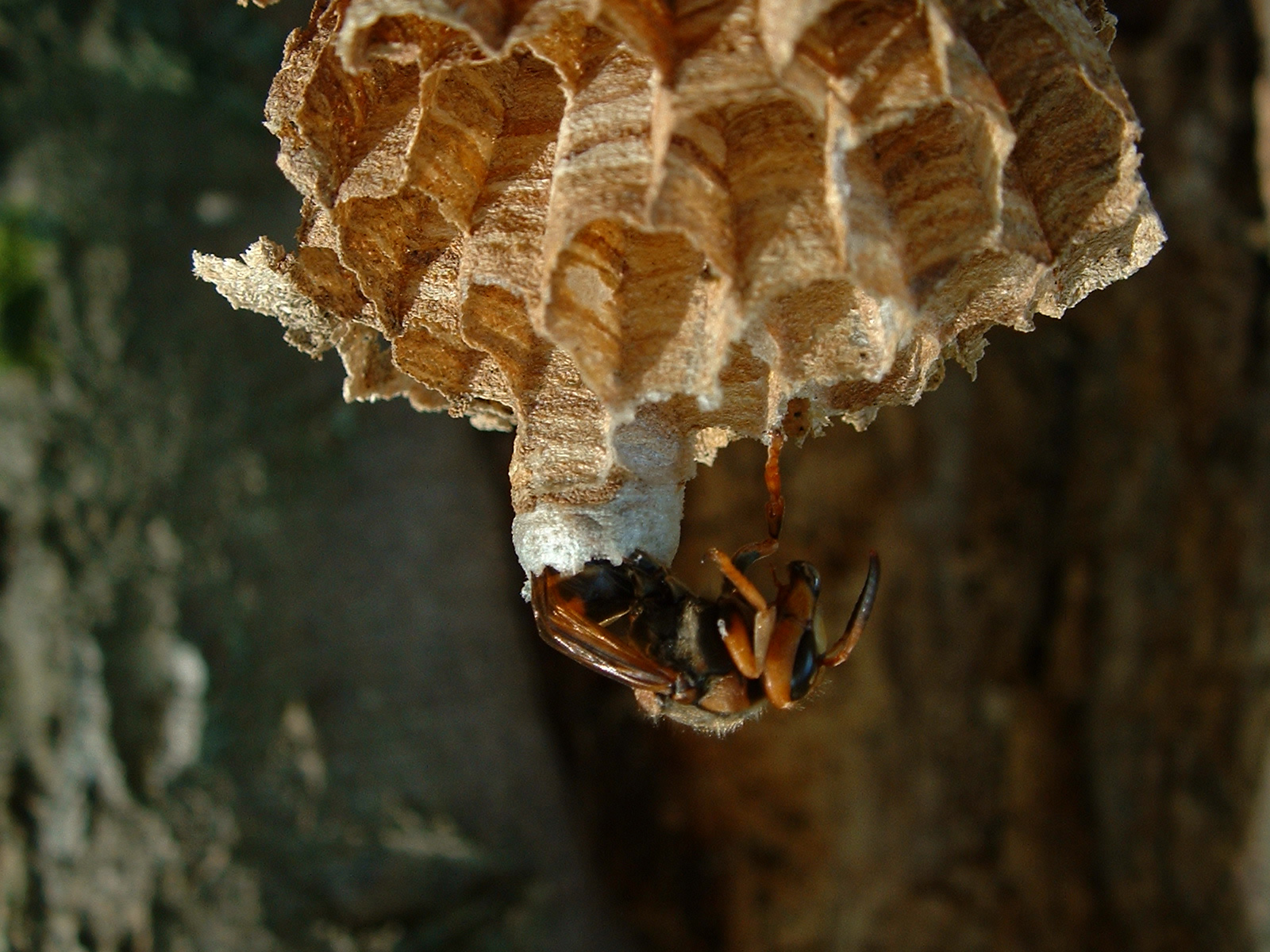
Egy kikelő lódarázs. A petéből kikelő lárva a bebábozódását követően imágó lesz, majd a sejtjéből kibújó imágóból válik dolgozóvá

A lódarázs (Vespa crabro) (nevezik európai lódarázsnak is) a redősszárnyú darazsak (Vespidae) családjának legnagyobb méretű európai képviselője. Tekintélyes méretei, zajos röpte és fájdalmas, komoly duzzanatot okozó szúrása miatt sokan tartanak ettől a rovartól. Mivel más ízeltlábúakkal táplálkozik, komoly károkat tud okozni a méhészetek állományában.
Alapvetően eurázsiai elterjedésű, de Észak-Amerikába is betelepítették. Jellegzetes darázsmintázatot visel. Társas életű rovar, melynek kolóniái tavasztól késő őszig aktívak. A közös munkával felépült darázsfészkek télire kiürülnek, a dolgozók, a herék elpusztulnak és csak a megtermékenyített királynők telelnek át, hogy a következő évben új családot alapíthassanak.
Fullánkját az emlősök bőréből is sérülés nélkül vissza tudja rántani. Szúrása fájdalmas, allergiás reakció esetén, kezelés nélkül akár halált is okozhat. A lerombolt fészket a megmaradt kolónia többnyire az eredeti helyen megpróbálja újjáépíteni, ezért eltávolítását csak szakértők végezzék. Az emberek közelségéhez is jól alkalmazkodott, ezért fennmaradása biztosított, a Természetvédelmi Világszövetség nem listázza veszélyeztetett fajként, Magyarországon nem élvez törvényes oltalmat.

## Előfordulása
Mérsékelt égövi faj, alapvetően eurázsiai elterjedésű. A Brit-szigetektől Japánig lehet találkozni vele, de Észak-Amerikába is betelepítették. Az első feljegyzés ottani felbukkanásáról az 1840-es évekből származik (Saussure), azóta az Egyesült Államok és Kanada területén jócskán a kontinens belsejéig elterjedt. 2010-ben Guatemalában is megtalálták, ott ez volt az első dokumentált előfordulás. Alapvetően erdei faj, bár az ember terjeszkedésével párhuzamosan annak közelében is megmarad.

## Alfajai
A következő alfajok ismertek:
- Vespa crabro crabro (Linnaeus, 1758) – Észak- és Kelet-Európa
- Vespa crabro altaica (Pérez, 1910) – Nyugat-Szibéria
- Vespa crabro borealis (Radoszkowski, 1863) – Oroszország, közelebbi meghatározás nélkül
- Vespa crabro caspica (Pérez, 1910) – Transzkaukázus, Észak-Irán
- Vespa crabro chinensis (Birula, 1925) – Dél- és Közép-Kína (elképzelhető, hogy azonos a Du Buysson által 1902-ben leírt V. c. oberthurival)
- Vespa crabro crabroniformis (Smith, 1852) – Koreai-félsziget, Észak-Kína
- Vespa crabro flavofasciata (Cameron, 1903) – Japán, Dél-Korea
- Vespa crabro germana (Christ, 1791) – Dél- és Nyugat-Európa, Észak-Amerika
- Vespa crabro oberthuri (Du Buysson, 1902) – Délnyugat-Kína (elképzelhető, hogy azonos a Birula által 1925-ben leírt V. c. chinensisszel)
- Vespa crabro vexator (Harris, 1776) – Nagy-Britannia[2]

A dél-európai példányok világosabbak és finom szőröket viselnek.

## Megjelenése
Testtömege 410–530 mg. 
A lódarázskirálynő akár 35 milliméteres hosszt is elérhet, a herék és a dolgozók (ivartalan nőstények) jóval kisebbek (maximum 25 mm-esek). A nőstények potroha hat, a hímeké hét szegmensből áll. A nőstények csápja 12, a hímeké 13 ízre tagolódik.
A faj minden példányának jellegzetes darázsmintázata van: potrohuk sárga (a legtöbb rokon fajénál sötétebb), a tor felé közeledve fekete mintázattal; a tor, valamint a belőle kinövő ízelt lábak barna és fekete színűek, míg a fej sárgás sötét mintázattal és barna összetett szemekkel. A fejtetőn ezeken kívül még három pontszem helyezkedik el, amelyek csak a fény irányának érzékelésére szolgálnak. A potroh végében levő üreges fullánk hegyes, egyenes, visszahúzható. A királynőknek tojócsövük is van. A dolgozók fullánkosak, a hímek nem tudnak szúrni.

### Összetéveszthetősége
A szögletesfejű darázs (Dolichovespula media) királynője összetéveszthető a lódarázs dolgozójával. A Dél-Európában élő keleti lódarázs (Vespa orientalis) első pillantásra kevéssé különbözik a lódarázstól, mind méretében, mind színében.
Színezete és potrohmintázata miatt összetéveszthető az ázsiai óriásdarázzsal (Vespa mandarinia) is, habár kisebb annál. Vannak más rovarok, amelyek hasonlóvá váltak a lódarázshoz. Ilyenek a szitkárfélék egyes fajai, a buzogányos levéldarazsak (Cimbicidae) és a kétöves pihelégy.
Májusban rajzanak az óriás-tőrösdarazsak, amelyek első ránézésre szintén összetéveszthetők a lódarázzsal, de annál sokkal nagyobbak és szőrösebbek. Míg a lódarázs ragadozó, az óriás tőrösdarázs felnőttje békés, nektárfogyasztó rovar, nem veszélyes sem az emberre, sem más állatra. Ez a faj a lódarázzsal szemben védett, eszmei értéke 50 000 Ft.

### Szúrása
A darázs fullánkján nincsenek horgok, így nemcsak más rovarok testéből, hanem az emlősök bőréből is képes visszarántani anélkül, hogy a fullánk beszakadna. A hímeknek nincs fullánkjuk. A potroh nagy szabadsági fokban elmozdítható a torhoz képest, a darázs bármely irányban tud szúrni. Van egy német mondás, hogy hét lódarázsszúrás egy lovat, három egy embert le tud teríteni, ez azonban nem állja meg a helyét. Egy ember megöléséhez 500–1000 szúrás kellene, ennyit azonban viszonylag ritkán ad le. Szúrása önmagában csupán fájdalmas, azonban allergiás reakció esetén akár halált is okozhat. Az arcot, nyakat, szájüreget ért szúrás allergiás reakció nélkül is fulladást okozhat, ezért haladéktalanul orvoshoz kell fordulni
A fészeknél mindig van néhány őrszem, amelyek jeleznek, ha védeni kell a fészket.
A fészek 2–3 méteres körzetében indokolatlanul vagy minimális ingerlésre is támad; távolabb azonban már szelídebb. Csak legfeljebb a fészek lakóinak tizede szúr. Mérge gyengébb, mint a házi méhé. Szúrása nagyon fájdalmas és helyén apró, körülírt duzzanat jelentkezik. A sérült bőrfelületen bőrpír, esetleg csalánkiütés jelenik meg, viszkető érzés kíséri. Tünetek lehetnek még: szív- és légzési panaszok, fojtogató légszomj, átmeneti légzéskimaradás, emésztési panaszok, hányinger, émelygés, gyakori széklet, görcsös hasi fájdalom, idegrendszer és izomrendszer zavarai, lokális fájdalom a sérült területen, zsibbadás. A tünetek enyhítésére a leghatásosabb az antihisztamin bevitele a szervezetbe. Fejlett rágóival egyébként csípni is tud, de ezt inkább harapásnak lehet tekinteni és ez segíti a táplálékszerzésben.

## Életciklusa

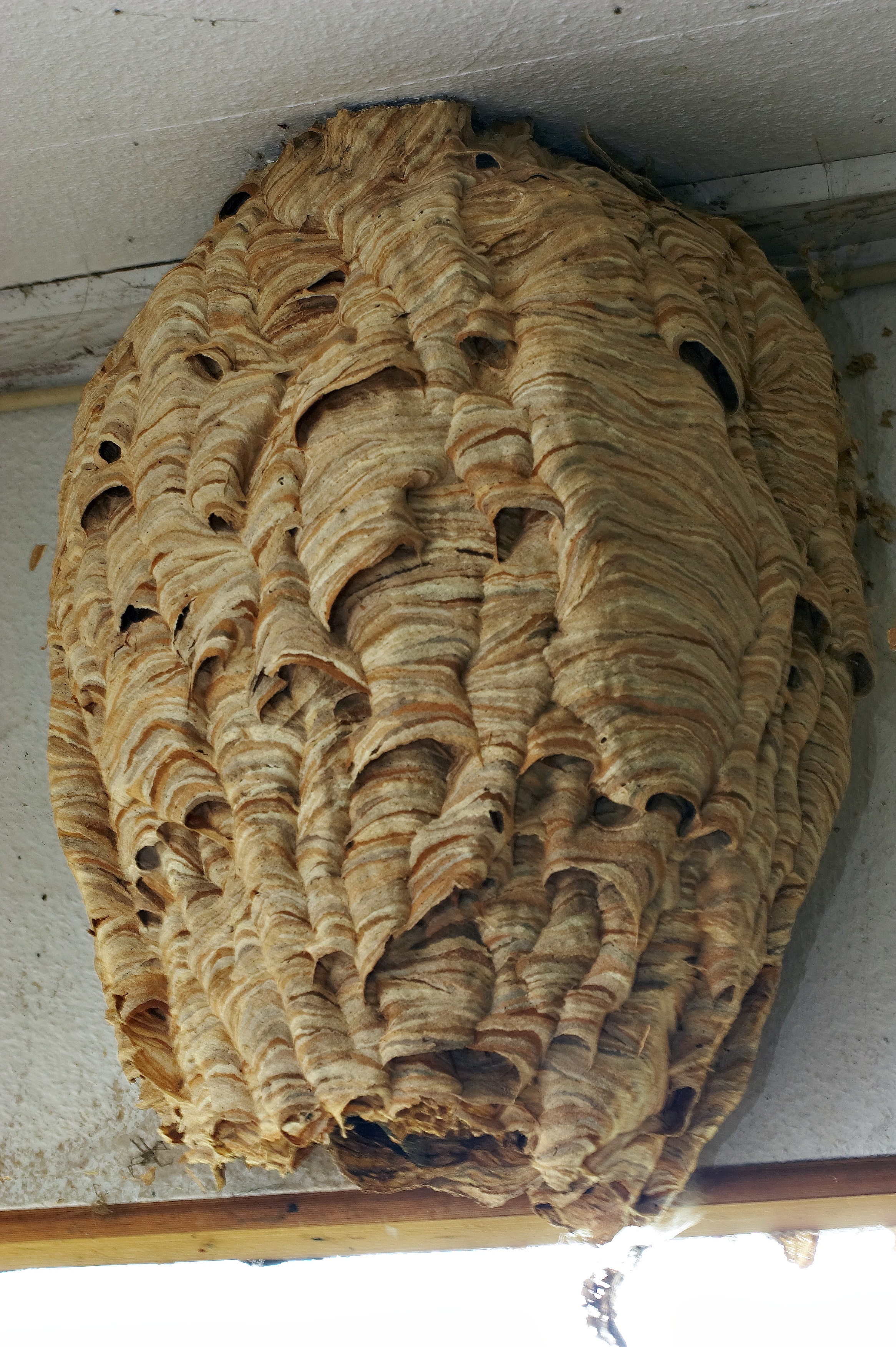
Lódarázsfészek. A jellegzetes csíkos mintázat annak köszönhető, hogy a papír eltérő faanyagokból készül

### Az új fészek
A kifejlett lódarazsak telente elpusztulnak, csak a megtermékenyített jövendő királynők telelnek át. Az őszi születésű nőstények májusban aktivizálódnak addigi rejtekhelyükön, és első dolguk, hogy megfelelő helyet találjanak fészküknek. A hatszög alakú sejtekből álló fészek a szabad természetben faodúkba készül, és az előző évben megtermékenyített nőstény mindegyikbe rak egy petét. Ezekből 1–2 milliméteres, fehér lárvák kelnek ki, amelyeket anyjuk táplál 21–24 napon keresztül. (A lárvák, ha éhesek, percegő hangot képesek hallatni.) Miután négyszer-ötször vedlettek, a lárvák fehér fonalat bocsátanak ki, mellyel beszövik a sejtjeik bejáratát, és az elzárt üregben bebábozódnak.

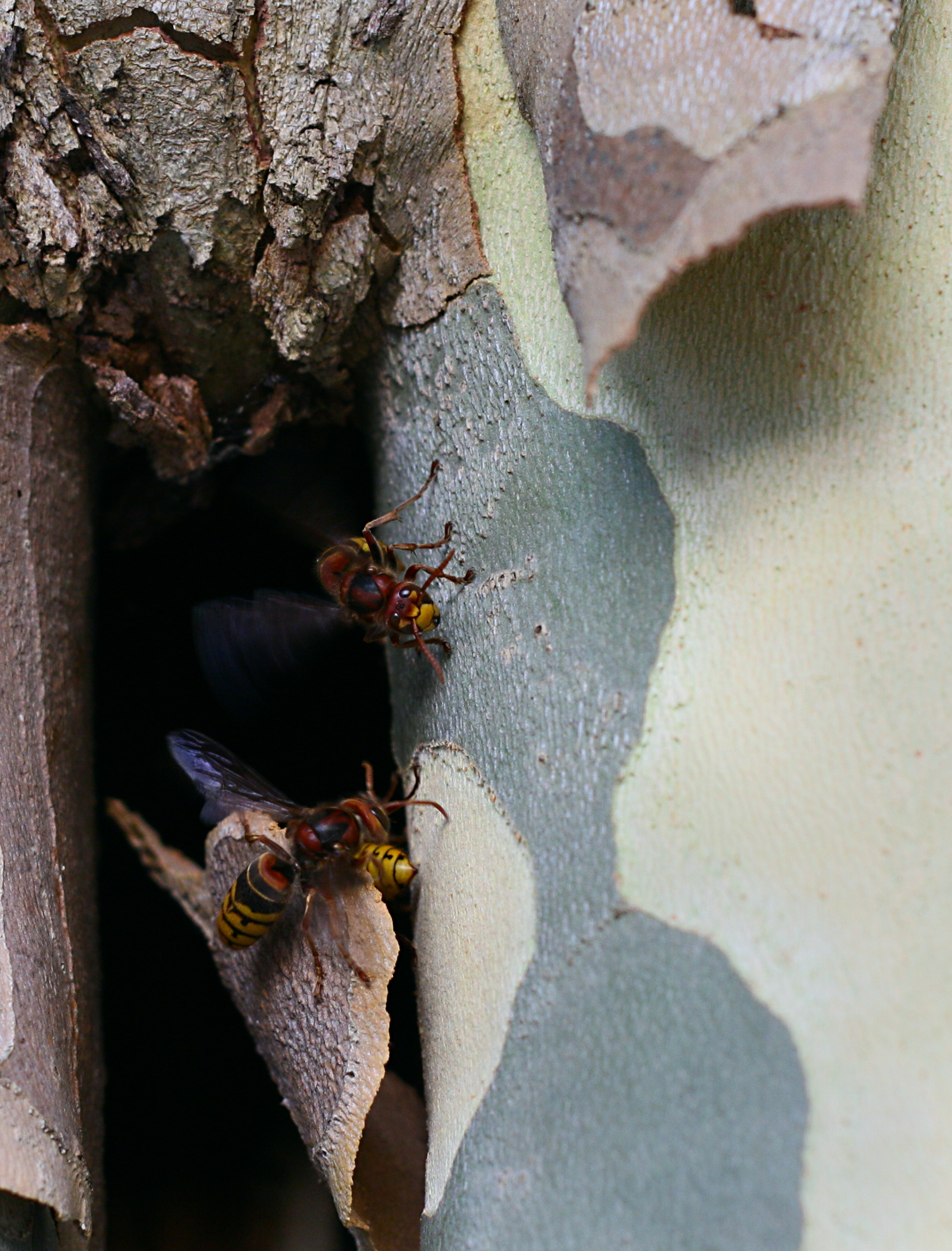
Anyaggyűjtés egy platánról a fészekhez

A fiatal dolgozók még két-három napig a sejtben maradva remegésükkel melegítik szomszédos sejtekben nevelkedő testvéreiket, így gyorsítva azok fejlődését.
Kirepülésük után átveszik anyjuktól a lárvák táplálását, a fészek építését és őrzését. A lépet búrával fedik, ami védi azt a természet viszontagságaival szemben.
A királynő egyre ritkábban repül ki, és egyre inkább csak a petézésre és a kolónia irányítására koncentrál.
A fészekhez a papírt növényi anyagok megrágásával készítik elő, amit megformáznak, és a fészekhez ragasztanak. A darazsak szeretik, ha a fészek sötétben van; a héjat azért építik, hogy ezt biztosítsák. A fészekben van egy középső tartógerinc. Egyetlen bejárata alul nyílik. A nyál nemcsak ragasztóanyagként szolgál, hanem nedvszívóvá is teszi a papírt. A fészek végső megjelenését befolyásolja a helyszín, az elérhető nyersanyagok, és a rágás alapossága. A falba beépülnek ásványi anyagok is, úgymint vas, titán, és cirkónium. Észak-Törökországban talált fészkekben nyomokban szilícium, kalcium, kálium, és vas volt található, de nem tartalmazott alumíniumot, nátriumot vagy magnéziumot. Ez arra utal, hogy a lódarazsak talajt is használtak a fészek építéséhez. Ugyanezekben a fészkekben a rostanyag aránya 23%, a nyálé 77%. Ezzel az aránnyal a nedvszívó képesség 100% volt, vagyis a fészek teljesen kiszáradt állapotában saját súlyának megfelelő mennyiségű vizet képes felvenni.

### Működő gépezet
A nyár folyamán a kolónia folyamatosan növekszik. A fészekben egyre több sejt épül, a királynő az új és a régi sejteket is bepetézi. A fészek építőanyaga papír, amihez faanyagot rágnak össze. Közvetlen közelében vehemensen védelmezik a fészket. Táplálékot keresve akár éjszaka is repülhetnek megfelelő időjárás esetén. A lódarazsak kolóniáinak precízen működő életét a genetikai kódok mellett nagy valószínűséggel vegyi kommunikáció irányítja. Más darázsfajoktól eltérően a királynő hormonjai nem nyomják el a dolgozók petefészek-működését.
Ha már nincs több hely a fészek számára, akkor a dolgozók keresnek egy alkalmas helyet, és ott egy új fészket kezdenek el építeni. Egy idő után a királynő is csak az új helyre petéz, így a régi fészek előbb-utóbb kiürül.
Ha az emberek lerombolják a fészket, akkor a darazsak többnyire az eredeti helyen próbálják meg újjáépíteni. Ezért a kolónia eltávolítása érdekében nem lerombolni kell a fészket, hanem áthelyezni; erre vagy a darazsak kiirtására csak szakértők vállalkozhatnak.

### Élelemszerzés

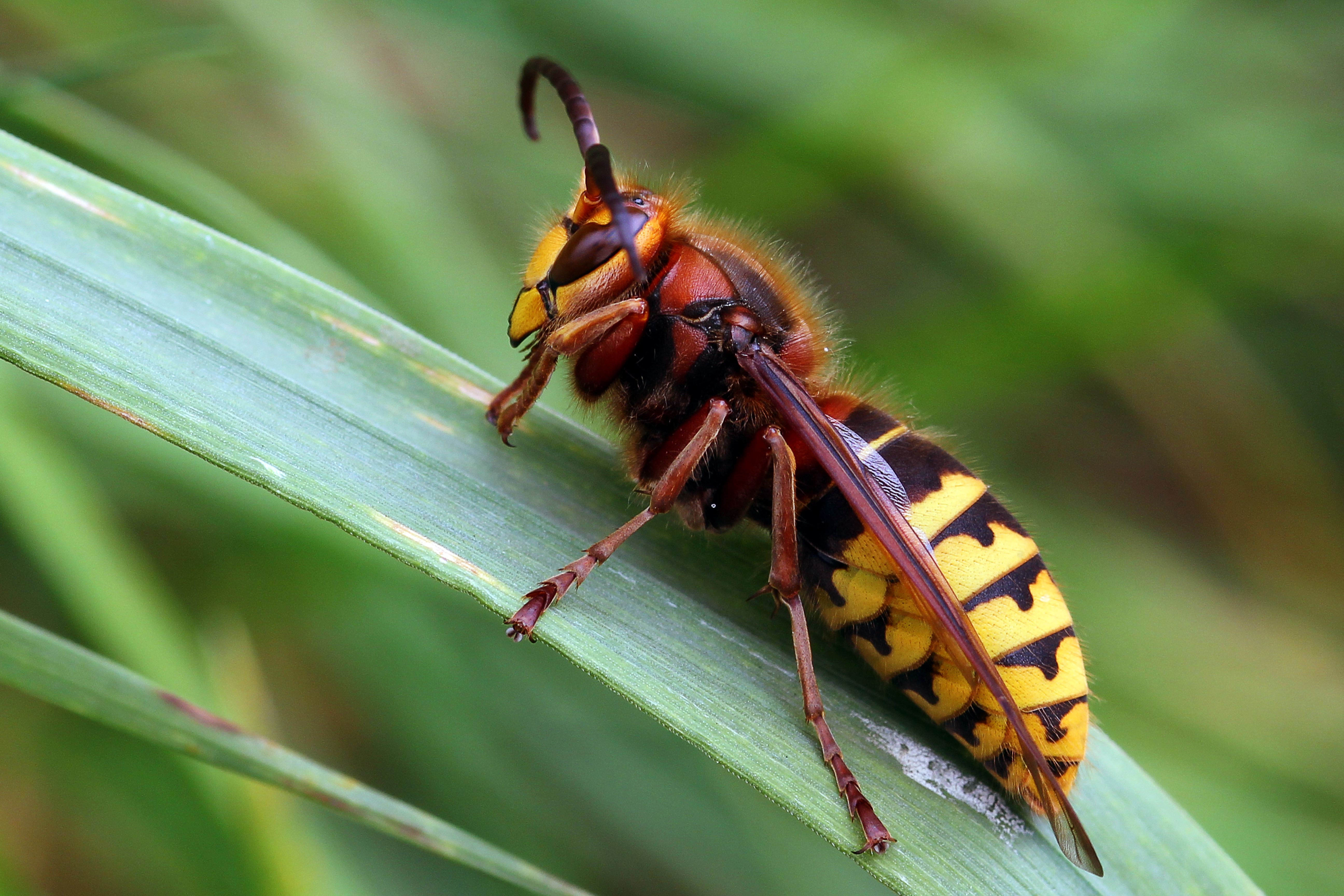
A lódarazsak rovarokra és más ízeltlábúakra vadásznak

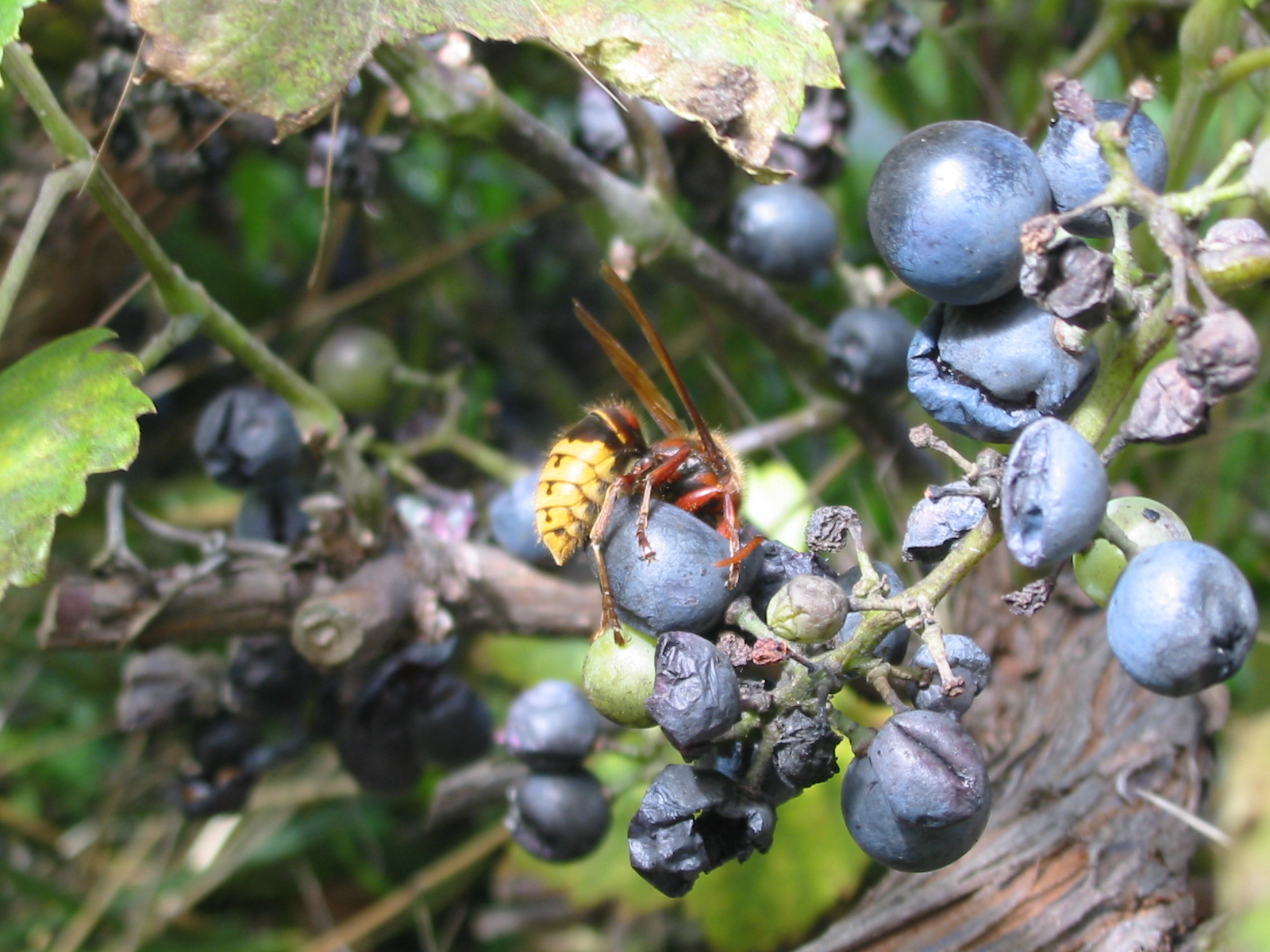
A lódarazsak szénhidrátszükségletüket olykor növényi nedvekből elégítik ki

A lódarazsak fiasításuk etetésére rovarokat fognak. A zsákmány 90%-át legyek, és más, az ember számára bosszantó vagy káros rovarok teszik ki. Még viaszmolyból (kis viaszmoly (Achroia grisella), nagy viaszmoly (Galleria melonella) is többet fog, mint méhből, ezért egyes német méhészek fészkelőhelyet készítenek elő számára, sőt etetik is őket, mézzel, cukros vízzel és lisztkukacokkal. A NABU (Naturschutzbund Deutschland, Német Környezetvédelmi Egyesület) fészekládákat bocsát a méhészek rendelkezésére. Nem minden méhészközösség fogadja őket ilyen örömmel, mivel a méheket sem veti meg. Behatolnak a kaptárba, lopják a mézet, elrabolják a fiasítást. A méheknek esélyük sincs velük szemben.
Zsákmányukat először látással észlelik, de mivel az viszonylag gyenge, minden megfelelő méretű sötét foltot megtámadnak. Miután a darázs megközelítette a lehetséges zsákmányt, szaglással ellenőrzi, hogy alkalmas prédát talált-e. Sok támadás sikertelen marad.
A zsákmányt állkapcsukkal széttépik, és csak a tort viszik el. A zsákmány elejtéséhez erőteljes állkapcsuk mellett fullánkjukat is használják. Csak a kisebb zsákmányt rágják át egészében. A lárvák cukros váladékot termelnek családjuk számára (trofallaxis), ez alkotja a lódarazsak tartalék táplálékát, hasonlóan a méhek által gyűjtött mézhez. Ezt többnyire a királynő fogyasztja, de rossz idő esetén a dolgozók is ehetik. Felderítőútjaik során akár három kilométerre is eltávolodhatnak fészküktől. A bejáraton át ürítenek a darazsak, ami károkat okozhat a talapzatban, mivel egy jól fejlett nép naponta fél kilogramm rovart fogyaszt el.
Az év folyamán a táplálékkereső viselkedés megváltozik. Júniusban a dolgozók aktívan keresik táplálékukat. Ezzel szemben ősszel már csak a könnyen elérhető zsákmány érdekli őket, így dögöt is esznek. Így például augusztusban már megjelennek a szabadban étkezők és a piknikezők mellett, és összefogdossák a legyeket és más darazsakat, amelyek csak a táplálkozással törődnek. A szemeteseknél is gyakori vendégek ilyenkor. Egyes helyeken emiatt kártevőnek tekintik.
A lódarázs az Argiope aurantia sárga csíkos kerti pók hálóját is kitakarítja. Mark S. Davis Georgiában megfigyelte, amint a darazsak berepülnek a pók hálójába, és ellopják annak zsákmányát. A pók nem védekezett a tolvajok ellen. Hasonlóan rabolja ki a padlásdarázs (Polistes nimpha) fészkeit is.
Gyümölcslevet, mézharmatot és nektárt, fák nedvét is fogyasztják. A felnőtt darazsak a lárváknak viszik a zsákmányt, maguk csak édes növényi nedvekkel táplálkoznak.

### Hanyatlás
Augusztus-szeptemberben a kolóniák elérik legnagyobb kiterjedésüket és népességi mutatójukat: akár 4–700 rovar is élhet itt, a fészek pedig 50 centiméteres átmérőt és 60 cm-es hosszt is elérhet. A fészek átlagos száraztömege 80 g; a sejtek mélysége 4–5 mm, átmérőjük 8–9 mm. A királynő végül lerakja utolsó petéit, amelyekből szaporodásra képes hímek (herék) és nőstények (az eljövendő királynők) fejlődnek ki. Az új, szaporodni képes generáció jelzi a család hanyatlásának kezdetét. A dolgozók egyre inkább elhanyagolják anyjukat, ami egy idő után távozik a fészekből, és mivel megöregedett és kimerült a féléves petézéstől, hamarosan elpusztul. Előfordul, hogy a dolgozók ölik meg, mivel petefészke kimerült, és nem tud több petét rakni. Ezzel elveszítette jogosultságát arra, hogy az állam vezetője legyen.
A család tovább működik. A dolgozók csak az ivaros utódokat nevelik tovább; a még be nem bábozódott leendő dolgozók etetés híján éhen halnak, vagy kidobálják őket a fészekből. A herék és az eljövendő királynők még egy darabig a fészekben maradnak, és a dolgozók etetik őket. Ezután kerül sor a kirajzásra és a párzásra. A párzás az állam szétesését jelenti. A nőstények többször is párosodhatnak. A fiatal királynők ezután téli rejtekhelyet keresnek maguknak, hidegtől és nedvességtől védett helyre, például fakéreg alá rejtőznek. Az addig ki nem fejlődött darazsakat saját testvéreik pusztítják el, és részben meg is eszik őket. A többi egyed (dolgozók, hímek) egy darabig még édes levek után keresgél, majd hamarosan elpusztul. Fészkük elnéptelenedik, és a következő nemzedék sem tér vissza ide, hanem a következő évben új fészket épít. A fiatal királynők tartják életben a fajt egészen a következő tavaszig.

### A dolgozók szaporodásának elnyomása
A királynő hormonja nem nyomja el a dolgozók petefészkének működését. Ennek ellenére kevés, vagy semennyi utód sem származik tőlük. Ennek oka az, hogy a dolgozók kitakarítják egymás petéit, amelyekből párzás híján mind hímek fejlődnek. Egy laboratóriumi fészekben a peterakás sebessége átlagosan napi 2,31 pete volt, míg az építés ennél jelentősen lassabban haladt, napi 1,63 sejttel.
A haplodiploid nemmeghatározás miatt a nőstények közelebbi rokonságban állnak nőtestvéreikkel, mint utódaikkal. Ez motiválja a dolgozók versengését egymás között. A peték eltávolításán kívül még diszkriminálják is azokat a dolgozókat, akiket petézésen kaptak. Ha csak a királynő petézik, akkor a kolónia egységes egészként gyarapodhat. Testvéreik utódaival közelebbi rokonok, mint saját testvéreikkel, de a versengés kiküszöbölése az egész család érdekét szolgálja.

### Vészjelzés
A lódarázs vészjelzése abból áll, hogy izgatottan röpköd ki-be a fészekből, és közben folyamatosan zümmög, végül támad, és feromont is kibocsát. A kísérletek szerint a fő komponens a 2-metil-3-butén-2-ol, emellett más penténeket és pentánokat is tartalmaz.

### Albérlők
A lódarázsholyva az összes életszakaszon végigkíséri a darazsakat. A darazsak hulladéka alatt lakik, és elfogyasztja a táplálékmaradványokat, az elpusztult darazsakat és a légylárvákat.

## Természetes ellenségek
A lódarázs természetes ragadozói a darázsölyv, a gyurgyalag és a borz a gerincesek körében. Ázsiai élőhelyein legközelebbi rokona, az ott is ritka Vespa dybowskii nősténye a lódarázskirálynőt megölvén átveheti annak helyét, hogy a dolgozók az ő utódjait neveljék fel. Európában ez a szociálparazita faj nem fordul elő.

## Védettség

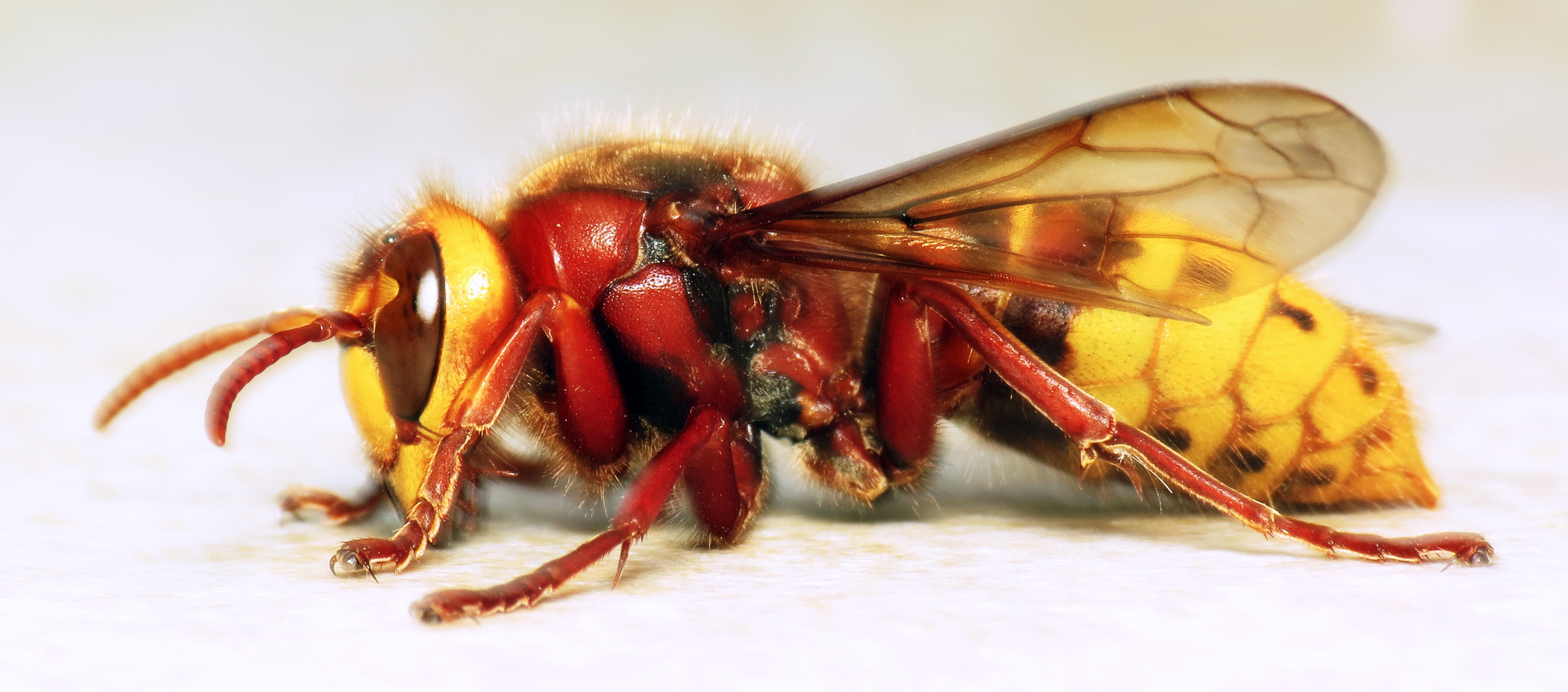
Lódarázs (Vespa crabro)

A lódarázs nagy kiterjedésű élőhelyének nagy részén az ember által nem háborított erdőségekben él, de az emberek közelségéhez is jól alkalmazkodott, ezért fennmaradása biztosítottnak látszik. A Természetvédelmi Világszövetség nem listázza veszélyeztetett fajként, Magyarországon sem élvez törvényes oltalmat. Szúrásától való félelmükben az emberek sokszor lerombolták fészküket, ami a faj hanyatlásához vezetett. Egyes országokban ezért védelem alá helyezték. Németországban országos védelem alatt áll 1987. január elseje óta, illetve Ausztria egyes tartományaiban (Felső-Ausztria, Stájerország) a faj védettséget élvez. Németországban a büntetés 50 000 euró.
Az általuk elfogott rovarok nagy része az ember szempontjából kártékony, ami jót tesz egy átlagos kertnek. Azonban hajlamosak arra, hogy kiirtsák a házi méhek családjait, amivel a kisebb méhsűrűségű helyeken rontják a megporzás minőségét. A lódarazsak arra is hajlamosak, hogy körbehántsanak faágakat, amivel az ág pusztulását idézik elő.

## Fordítás
- Ez a szócikk részben vagy egészben  a   Hornisse című német Wikipédia-szócikk ezen változatának fordításán alapul.  Az eredeti cikk szerkesztőit annak laptörténete sorolja fel. Ez a jelzés csupán a megfogalmazás eredetét és a szerzői jogokat jelzi, nem szolgál a cikkben szereplő információk forrásmegjelöléseként.
- Ez a szócikk részben vagy egészben  az   European hornet című angol Wikipédia-szócikk ezen változatának fordításán alapul.  Az eredeti cikk szerkesztőit annak laptörténete sorolja fel. Ez a jelzés csupán a megfogalmazás eredetét és a szerzői jogokat jelzi, nem szolgál a cikkben szereplő információk forrásmegjelöléseként.